# Pedro Fernández de Frías
Pedro Fernández de Frías, conegut a Catalunya per Pere de Frías (Frías, segle xiv - Florència, 19 de setembre de 1420) va ser un eclesiàstic canonge de la Seu de Tarragona, bisbe d'Osma i de Sabina, cardenal de Santa Prassede i privat d'Enric III de Castella.
De família humil, va ser de jove canonge de Burgos, ardiaca de Trebiñu i conseller del rei Joan I de Castella. Quan va morir el bisbe d'Osma el 1379 el van elegir successor amb el beneplàcit del primat de Toledo Pedro Tenorio. Com a bisbe, va acompanyar Pedro López de Ayala a buscar la princesa Caterina de Lancaster per al seu casament amb Enric III.
Durant el Cisma d'Occident quan els papes d'Avinyó disputaven el pontificat amb els de Roma, Climent VII el va nomenar cardenal el 23 de gener de 1394, encara que no va rebre el títol de Santa Prassede fins al cap de 10 anys. Quan va morir Climent VII, es va mantenir fidel al seu successor Benet XIII, fins que l'any 1400 va demanar al rei que seguís el partit de Bonifaci IX. Abandonada l'obediència a Benet XIII, va participar en el concili de Pisa el 1409 on es va elegir per papa Alexandre V. Aquest el nomenà llegat seu a Roma. L'any següent, al conclave de 1410, quan va ser elegit Joan XXIII, aquest el nomenà bisbe de Sabina i arxipreste de la Basílica Liberiana. Va ser present també al Concili de Constança on va resultar escollit Martí V, que el va nomenar llegat seu a Venècia, rebent, amb el títol de comanador, el cardenalat de Santa Cecília el juny de 1419.
Pel que fa a la seva canongia a la Catedral de Tarragona, va ser nomenat cambrer pel papa Martí V, tot i que Benet XIII no en va deixar mai el títol i es va considerar Cambrer fins a la seva mort. La Cambreria li conferia el senyoriu de la vila de Reus. El càrrec de Cambrer de Reus comportava el domini senyorial de la vila, la residència al Castell del Cambrer i la totalitat de la senyoria i els delmes pel que fa al terme parroquial. A Reus va actuar sempre mitjançant un procurador, Pedro Gundisalvo de Canillos, del qual n'ha quedat documentació.
Pedro Fernández de Frías va morir a Florència el 1420, i va ser traslladat a Burgos, on va ser enterrat. A la cambreria de Reus el va substituir Ramon de Barbastre.